# Stein János
Stein János Gábor (Kolozsvár, 1874. június 14. – Budafok, 1945. január 2.) kolozsvári születésű magyar festő, tanár.

## Életútja, munkássága
Stein Gábor és Mitterdorfer Ágnes fiaként született. A Kolozsvári Református Kollégium elvégzése után a berlini festészeti akadémián kezdte el festői tanulmányait, majd Párizsban a Julian Akadémián Benjamin Constant és Jean-Paul Laurens tanítványa volt. Ezután Angliában, Hollandiában, Belgiumban utazgatott, majd 1900-ban hazatérve a budapesti Képzőművészeti Főiskolán Lotz Károly növendékeként tanult (1900–1905). Később, mint az Iparművészeti Iskola tanára, egyre nagyobb részt vállalt a kor épületdíszítési, monumentális festészeti feladataiból: freskókat készített az Országház étterme, az egri székesegyház, a nyíregyházi plébániatemplom részére.
Megtervezte és szülővárosa iránti szeretetből ingyen megfestette a szentpéteri római katolikus templom szentélyének falképeit (1905). Mozaikokat készített és színes üvegablakokat is tervezett. Falképeire erősen hatott mestere, Lotz Károly stílusa. A nemesen konzervatív, akadémikus festészet legjobb hagyományainak folytatója volt Benczúr Gyulához vagy László Fülöp Elekhez hasonlóan. Mozgalmas kompozíciókat megelevenítő táblaképfestészetében a nyugat-európai tanulmányútjain megismert szimbolista irányzatokat követte, ilyen művei (Az élet, az ember és az álom, Pandóra, Őrjöngő Roland) mindenekelőtt Arnold Böcklin hatását mutatják. 1945. január 2-án budafoki otthonában öngyilkos lett.

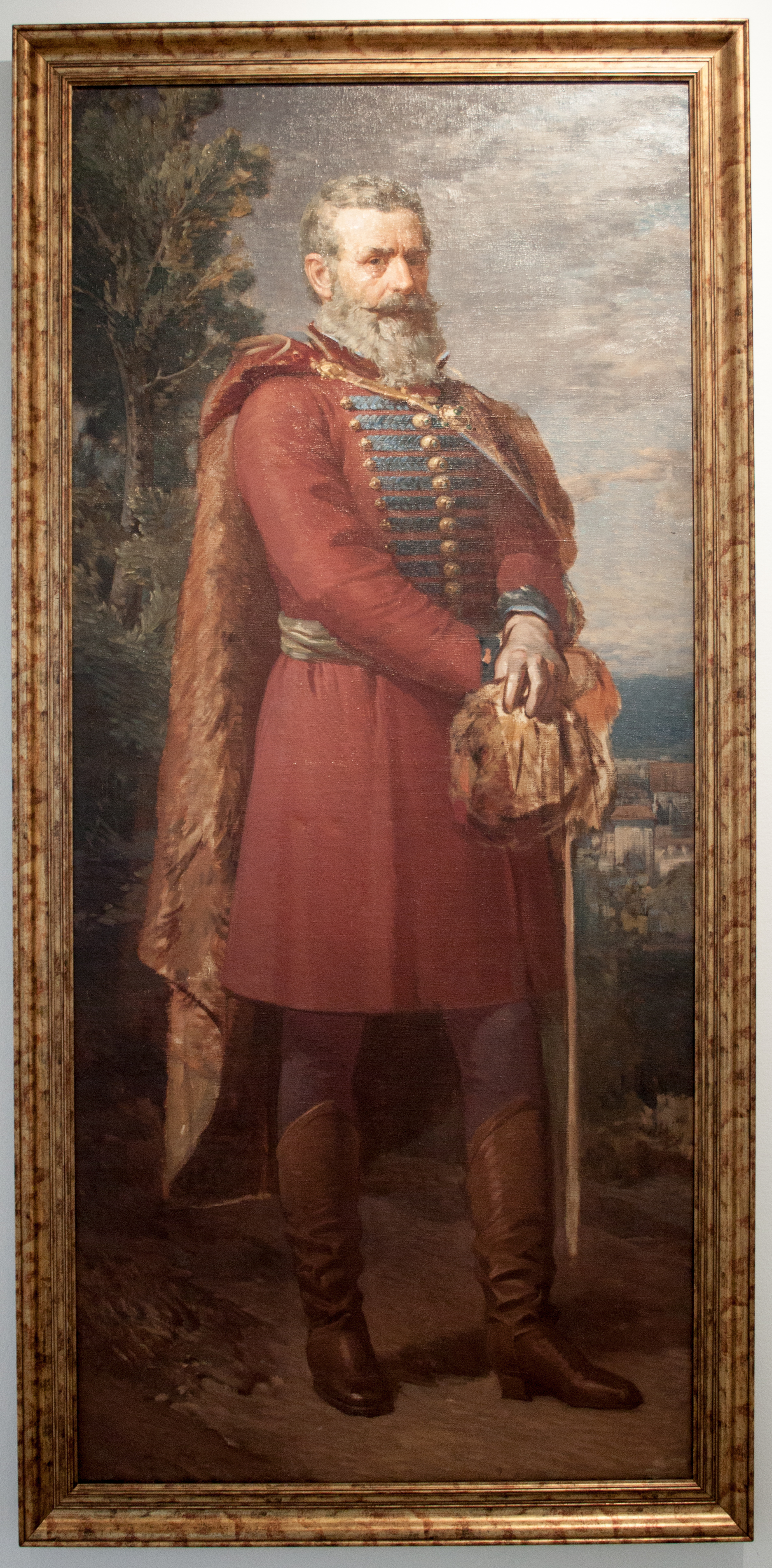
Magyar nemes
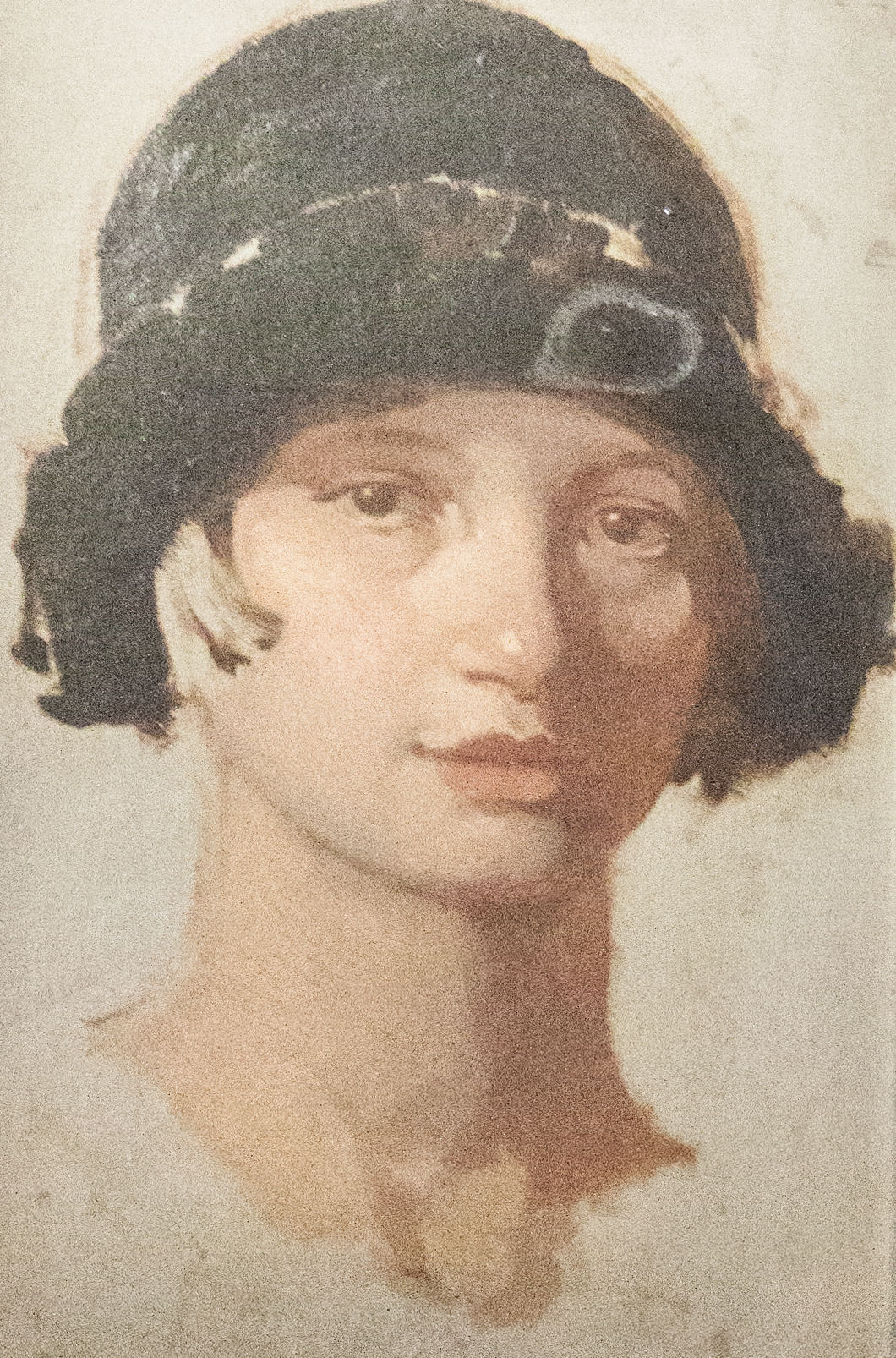
Ifjú hölgy art deco kalapban
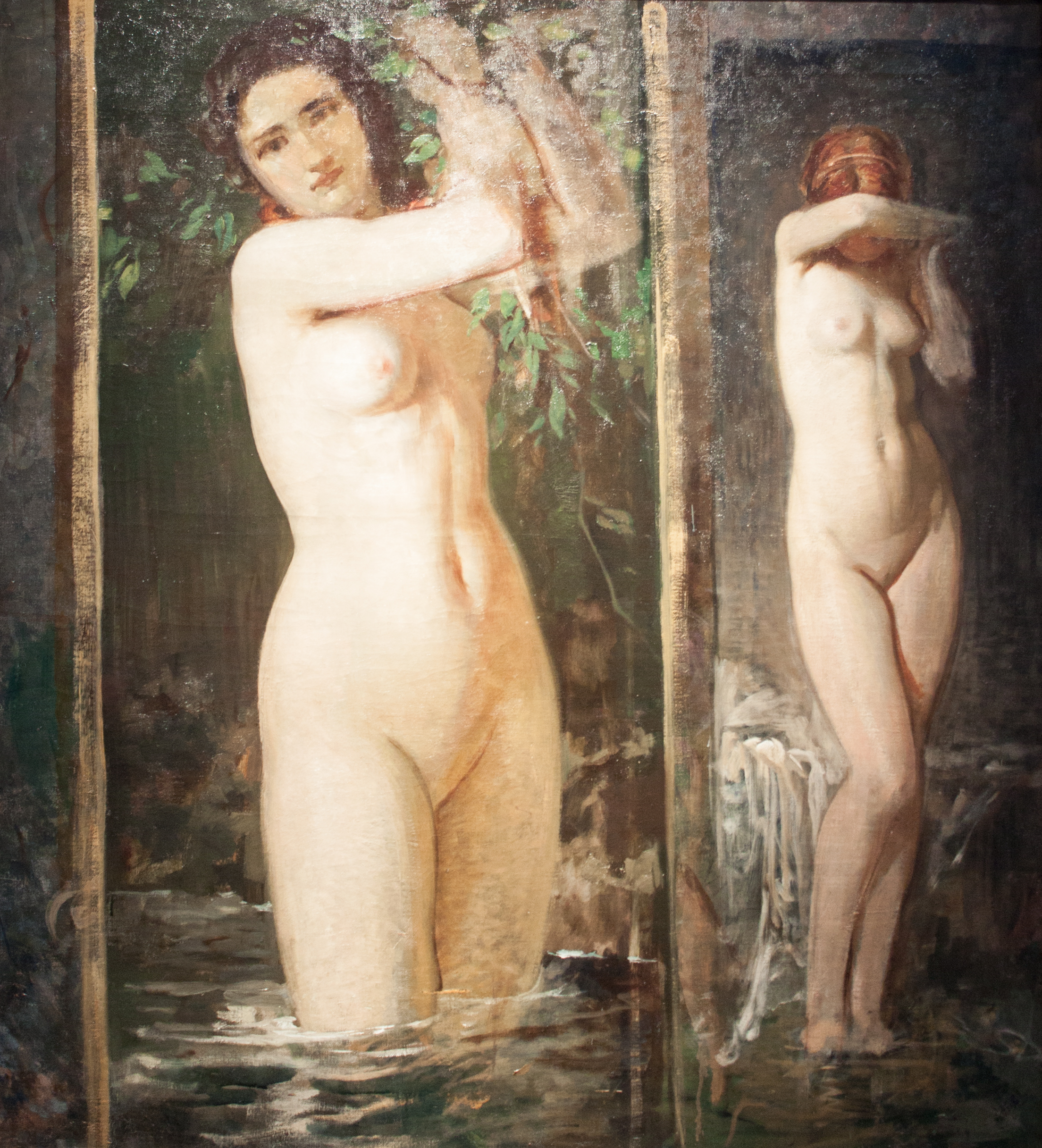
Nyíltság és szemérem
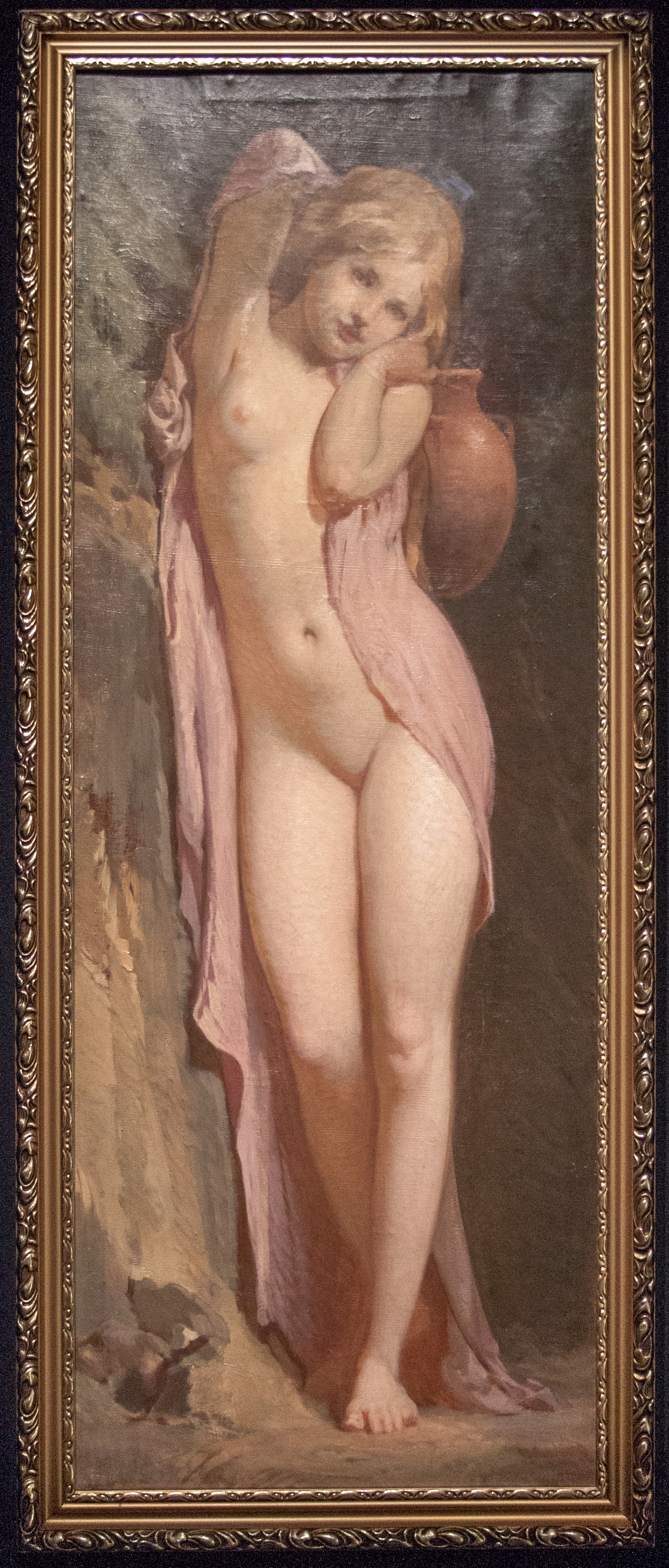
Ártatlanság

## Emlékezete
2017 augusztusában a budapesti Kieselbach Galéria átfogó kiállítást rendezett a festő frissen előkerült, közel 150 festményből és más művekből álló alkotói hagyatékából.

## Kötete
- Művészeti bonctan (1905)